# ارامنه وان
ارمنی‌های وان که به وانتسی‌ها نیز معروف هستند، مردم ارمنی‌تبار هستند که قرن‌هاست در شهر وان وجود داشته و زندگی کرده‌اند. وان شهری در شرق ترکیه و نزدیک مرز کشور ارمنستان است. ارمنی‌ها هزاران سال است که در این منطقه سکونت داشته‌اند و دارند، تاریخ آنها با تاریخ شهر پیوند تنگاتنگی دارد.

## تاریخچه

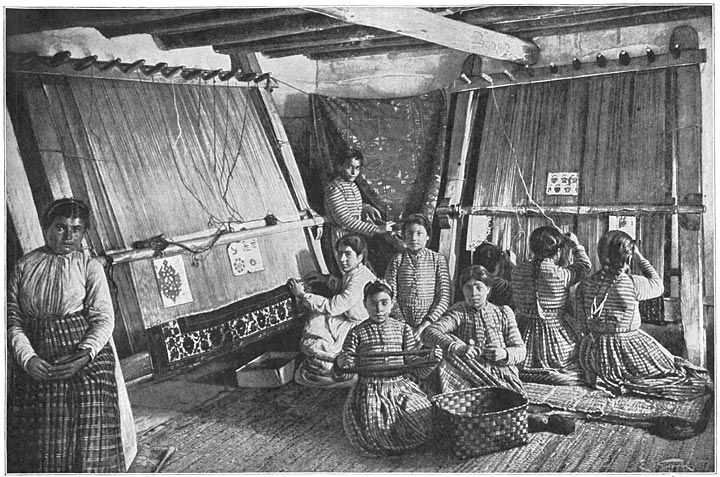
بافندگان ارمنی وان در سال ۱۹۰۷.

مردم شهر دریاچه وان که اصالتاً ارمنی بودند اغلب مجبور بودند با نیروهای مهاجم مقابله کنند و گهگاه در معرض شرایط سختی نیز قرار می‌گرفتند که هم توسط عوامل انسانی و هم طبیعی (به دلیل منطقه جغرافیایی خاص) ایجاد می‌شد. طبق سنت قدیمی مردم ارمنستان، اسطوره تاریخی خود هایک، جد ملت، یکی از اولین سکونتگاه‌های خود را در منطقه مرکزی جنوبی کشور، به ویژه در دره هایوتس دزور و قلعه آن به نام هایک، تأسیس کرد. این مکان و دره آن در زبان ارمنی به نام هایستان به نام هایک معروف شد. نام حیاتان تا ابد با دژ و دره پیوند خورده است.
پس از زوال پادشاهس اورارتو، این منطقه تحت کنترل امپراتوری‌های مختلف از جمله امپراتوری ایران، امپراتوری روم و امپراتوری بیزانس قرار گرفت. در سده ۹ پس از میلاد، سلسله ارمنی باگراتیونی‌ها یک پادشاهی مستقل در این منطقه به مرکزیت شهر آنی تأسیس کردند.
همچنین یک کتیبه به خط میخی مربوط به سده هفتم و هشتم قبل از میلاد در این منطقه دیده می‌شود که به سه زبان فارسی باستان، بابلی و ایلامی نوشته شده است. بخش فارسی این کتیبه مربوط به خشایارشا می‌باشد که نشان‌دهنده فرمانروایی هخامنشیان بر روی این منطقه است. کتیبه بر روی یک صخره صاف با ارتفاع ۲۰ متر حکاکی شده و تاکنون نیز به خوبی باقی‌مانده است.

## نسل‌کشی ارامنه

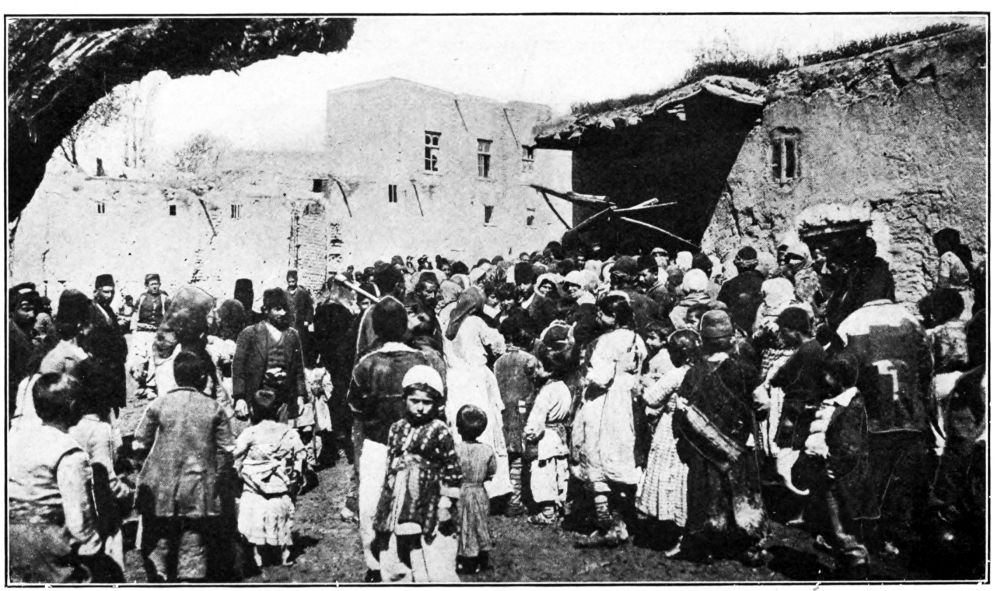
پناهندگان ارمنی در وان در سال ۱۹۱۵ دور یک تنور عمومی به امید دریافت نان جمع شده‌اند.

در طول سده‌های ۱۶ و ۱۷، وان توسط امپراتوری عثمانی اداره و حکومت می‌شد. امپراتوری عثمانی به خاطر سیاست ارزن خود معروف بود که گروه‌های مذهبی و قومی مختلف را به عنوان جوامعی متمایز با قوانین و آداب و رسوم خاص خود می‌شناخت. ارمنیان شهر وان بر اساس این سیستم از خودمختاری برخوردار بودند و نقش مهمی در زندگی اقتصادی و فرهنگی شهر داشتند.
در اواخر سده نوزدهم، امپراتوری عثمانی شروع به تجربه یک دوره تاریک افول و بی‌ثباتی کرد. در این مدت تنش بین جوامع ارمنی و ترک در وان شروع به تشدید شدن کرد. در سال ۱۸۹۵، مقامات عثمانی هزاران ارمنی را در منطقه قتل‌عام کردند که توجه، اعتراضات و محکومیت گسترده جامعه بین‌المللی را برانگیخت.
در سال ۱۹۱۵، امپراتوری عثمانی یک کمپین سیستماتیک خشونت‌آمیز و ضد انسانی و آوارگی را علیه جمعیت ارمنی کشور خود آغاز کرد. این کمپین که به نسل‌کشی ارمنی‌ها معروف است، منجر به کشته شدن و مرگ بیش ۱٫۵ میلیون انسان بی گناه ارمنی به دست عثمانی‌ها شد. بسیاری از ارامنه شهر وان در میان قربانیان این لشکرکشی بودند.
پس از پایان جنگ جهانی اول، معاهده سور به ارمنیان درجه ای از خودمختاری در منطقه وان اعطا کرد. با این حال، این خودمختاری کوتاه مدت بود، زیرا پیمان لوزان که در سال ۱۹۲۳ امضا شد، خودمختاری ارمنستان را لغو کرد و مرزهای مدرن ترکیه را ایجاد کرد.